# Коморі Йошитака
Коморі Йошитака (кит.: 小森由貴 / яп. 小森由貴; нар. 27 березня 1987, Йокогама, Канаґава, Японія) — японський та тайванський футболіст, півзахисник тайванського клубу «Тайчун Футуро». Народився в Японії, але на міжнародному рівні представляє Китайський Тайбей.

## Клубна кар'єра
Під час навчання в середній школі приєднався до складу представника Джей ліги 3 «ІСКК Йокагама». Виступав за юнацькі та молодіжну команди вище вказаного клубу, а в 2004 році потрапив до заявки першої команди клубу під номером 33. Після цього вступив до Японського футбольного коледжу.
У 2007 році він приєднався до команди С.Ліги «Альбірекс Ніїгата» (Сінгапур). Після цього перейшов до «Кіото БАМБ 1993», але наступного року повернувся до «Альбірекс Ніїгати» (Сінгапур).
У 2010 році приєднався до ФК «Осотспи» з вищого дивізіону чемпіонату Таїланду.
Після повернення до Японії він переїхав на Тайвань, оскільки його сім’я робила рисові крекери та мала фабрику на Тайвані. Створив команду «Тайчун Футуро» для місцевої японської діаспори. Окрім цього, продовжив грати у футбол у Національному тайванському спортивному університеті. У 2018 році «Тайчун Футуро» створив чоловічу дорослу команду, а з наступного року, коли він брав участь у Тайванській футбольній лізі, Коморі був гравецем та власником клубу.

## Кар'єра в збірній
Проживши в Китайській Республіці п'ять років, став натуралізованим громадянином країни. Дебютував за національну збірну 3 червня 2021 у другому раунді азійської кваліфікації чемпіонату світу 2022 року проти Непалу.

## Статистика виступів

### Клубна
Станом на 20 лютого 2022
| Клуб                           | Сезон             | Ліга                 | Ліга  | Ліга | Нац. кубок | Нац. кубок | Кубок ліги | Кубок ліги | Інші  | Інші | Загалом | Загалом |
| Клуб                           | Сезон             | Дивізіон             | Матчі | Голи | Матчі      | Голи       | Матчі      | Голи       | Матчі | Голи | Матчі   | Голи    |
| ------------------------------ | ----------------- | -------------------- | ----- | ---- | ---------- | ---------- | ---------- | ---------- | ----- | ---- | ------- | ------- |
| «Альбірекс Ніїгата» (Сінгапур) | 2009              | С.Ліга               | 13    | 0    | 0          | 0          | 0          | 0          | 0     | 0    | 13      | 0       |
| «Тайчун Футуро»                | 2020              | Прем'єр-ліга Тайваню | 21    | 1    | 0          | 0          | —          | —          | 0     | 0    | 21      | 1       |
| «Тайчун Футуро»                | 2021              | Прем'єр-ліга Тайваню | 14    | 0    | 0          | 0          | —          | —          | 0     | 0    | 14      | 0       |
| «Тайчун Футуро»                | Загалом           | Загалом              | 35    | 1    | 0          | 0          | 0          | 0          | 0     | 0    | 35      | 1       |
| Усього за кар'єру              | Усього за кар'єру | Усього за кар'єру    | 48    | 1    | 0          | 0          | 0          | 0          | 0     | 0    | 48      | 1       |

Примітки

### У збірній

#### По роках
| збірна Китайського Тайбею             | збірна Китайського Тайбею | збірна Китайського Тайбею | збірна Китайського Тайбею |
| Рік                                   | Матчі                     | Голи                      |                           |
| ------------------------------------- | ------------------------- | ------------------------- | ------------------------- |
| 2021                                  | 3                         | 0                         |                           |
| Загалом                               | 3                         | 0                         |                           |
| Востаннє оновлено 15 червня 2021 року |                           |                           |                           |